# حبيل العسلة (يهر)

تعديل مصدري - تعديل

حبيل العسلة هي إحدى قرى عزلة يهر بمديرية يهر التابعة لمحافظة لحج، بلغ تعداد سكانها 199 نسمة حسب تعداد اليمن لعام 2004.